# Garfield Darien

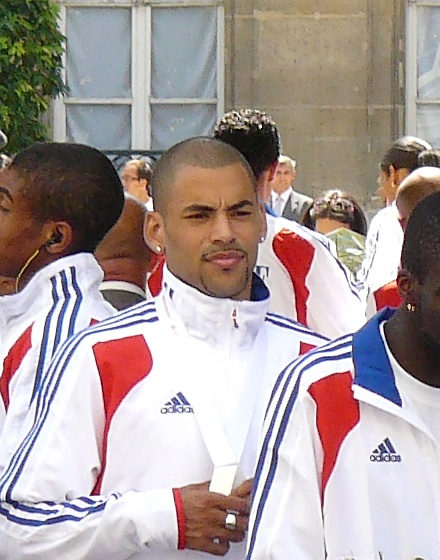
Garfield Darien (2010)

Garfield Darien (* 22. Dezember 1987 in Lyon) ist ein ehemaliger französischer Hürdenläufer, der sich auf den 110-Meter-Hürdenlauf spezialisiert hatte.

## Sportliche Karriere
International trat Darien erstmals in Erscheinung, als er bei den Leichtathletik-Juniorenweltmeisterschaften 2004 in Grosseto im Alter von nur 17 Jahren den siebten Platz im 110-Meter-Hürdenlauf belegte. Im folgenden Jahr sicherte er sich die Goldmedaille bei den Junioreneuropameisterschaften in Kaunas.
Nachdem es in den nächsten beiden Jahren ruhig um den als verletzungsanfällig geltenden Darien geworden war, meldete er sich 2008 mit dem Titelgewinn über 110 Meter Hürden bei den Französischen Juniorenmeisterschaften zurück. 2009 wurde er Juniorenmeister im 60-Meter-Hürdenlauf in der Halle und für die Halleneuropameisterschaften in Turin nominiert. Dort kam er auf den sechsten Platz. Im 110-Meter-Hürdenlauf der Leichtathletik-Weltmeisterschaften 2009 in Berlin erreichte er die Halbfinalrunde. Bei den Leichtathletik-Hallenweltmeisterschaften 2010 in Doha schied er über 60 Meter Hürden im Vorlauf aus.

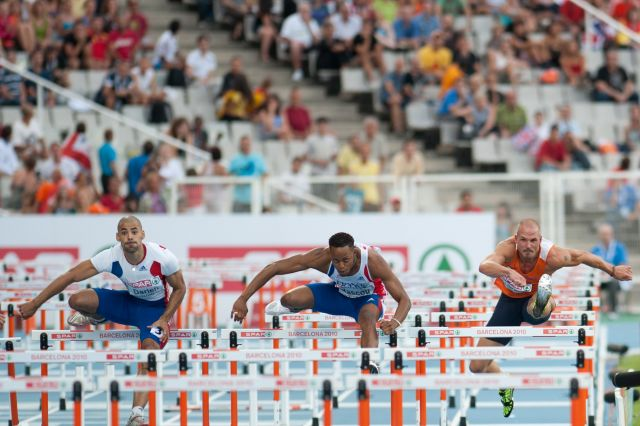
Garfield Darien (links) im Finale bei den Leichtathletik-Europameisterschaften 2010

Der internationale Durchbruch gelang Darien bei den Leichtathletik-Europameisterschaften 2010 in Barcelona. Im Finale des 110-Meter-Hürdenlaufs steigerte er seine persönliche Bestleistung auf 13,34 s und holte so die Silbermedaille hinter dem Briten Andrew Turner (13,28 s) und vor dem Ungarn Dániel Kiss (13,39 s). Im folgenden Monat gelang ihm zweimal die Einstellung seiner Bestleistung. Eine weitere Silbermedaille sicherte er sich mit 7,56 s im 60-Meter-Hürdenlauf bei den Leichtathletik-Halleneuropameisterschaften 2011 in Paris hinter dem Tschechen Petr Svoboda (7,49 s) und vor dem Belgier Adrien Deghelt (7,57 s). Die Teilnahme an den Weltmeisterschaften in Daegu verpasste er verletzungsbedingt.
Bei den Europameisterschaften 2012 erzielte Darien mit 13,15 s eine persönliche Bestleistung über 110 Meter Hürden. Im Finale wurde er in 13,20 s Zweiter hinter dem Russen Sergei Schubenkow (13,16 s) und gewann damit wie zwei Jahre zuvor in Barcelona erneut die Silbermedaille. Nachdem ihn 2013 eine Mononukleose außer Gefecht gesetzt hatte, startete er 2014 mit starken Leistungen über 60 Meter Hürden in die Saison und qualifizierte sich für die Teilnahme an den Hallenweltmeisterschaften in Sopot. In persönlicher Bestzeit von 7,47 s gewann er dort hinter dem US-Amerikaner Omo Osaghae (7,45 s) und seinem Landsmann Pascal Martinot-Lagarde (7,46 s) die Bronzemedaille. Bei den Leichtathletik-Halleneuropameisterschaften 2017 belegte Darien den Vierten Platz mit einer Zeit von 7,54 Sekunden.
Oft verletzt, hatte Darien nach 2018 keine Rennen mehr bestritten und sich im September 2020 aus dem Leistungssport zurückgezogen.
Darien ist 1,87 m groß und hatte ein Wettkampfgewicht von 76 kg. Er startete für die EA Chambéry.

## Dopingvergehen
Garfield Darien wurde wegen Verstößen gegen die Anti-Dopingregeln auf Grund drei verpasster Kontrollen von der Athletics Integrity Unit (AIU), der unabhängigen Integritätskommission des Weltleichtathletikverbandes World Athletics, ab dem 31. Januar 2020 für 16 Monate gesperrt. Seine Verletzungen und sein Rückzug aus dem Wettbewerb könnten eine gewisse Nachlässigkeit erklären.

## Familie
Sein Vater Daniel Darien, der ihn trainierte, war ebenfalls ein erfolgreicher Hürdenläufer.

## Bestleistungen
- 110 m Hürden: 13,09 s (+0,6 m/s), 28. Juni 2017, Ostrava
- 60 m Hürden: 7,47 s, 9. März 2014, Sopot